# Fabian von Schlabrendorff
Fabian von Schlabrendorff est un officier de la Wehrmacht, né le 1er juillet 1907 à Halle et mort le 3 septembre 1980 à Wiesbaden. Il a pris part au complot du 20 juillet 1944 contre Hitler.

## Biographie
Dès le milieu des années 1930, Fabian von Schlabrendorff participe aux réflexions d'un groupe d'officiers, d'universitaires et de juristes chrétiens opposés au régime nazi. Ces hommes veulent revenir à un État de droit et éviter une nouvelle guerre ; ils maintiennent des contacts avec des dirigeants dans les démocraties occidentales. Leur tâche est extrêmement difficile et périlleuse, étant donné à la fois les succès initiaux de Hitler et la surveillance policière omniprésente de la Gestapo. Après la rupture de l'alliance avec l'Union soviétique en juin 1941 et les premiers échecs de la Wehrmacht à l'Est, ils parviennent à attirer un nombre croissant d'officiers supérieurs et généraux, et à monter un véritable projet de coup d'état.
Une controverse initiale oppose les conjurés civils aux militaires : les premiers veulent arrêter Hitler et le soumettre à un procès public en respectant les formes du droit ; les seconds objectent que les nazis feront tout pour libérer Hitler et que, tous les militaires allemands ayant prêté serment au Führer, le seul moyen de les délier de ce serment est d’assassiner le Führer. 
Fabian von Schlabrendorff participe à une tentative d'assassinat contre Hitler en mars 1943. Le quartier général du groupe d'armées Centre (« Heeresgruppe Mitte »), où il travaille, réussit en effet à attirer Hitler à Smolensk. Avec Lahousen, Tresckow, Donhanyi et Gersdorff, Schlabrendorff décide de faire exploser l'avion du Führer pendant son vol de retour. Les conjurés disposent d'un stock de petites bombes à retardement de fabrication britannique, que les Allemands ont interceptées après un parachutage destiné à des membres de la résistance. Schlabrendorff en cache deux dans des emballages de bouteilles de cognac, qu'il confie à Heinz Brandt, l'aide de camp de Hitler, comme un présent à l'intention du colonel Stieff, chef du département organisation de l'OKH. Sur l'aéroport de Smolensk, Brandt reçoit les présents des mains de Schlabrendorff. Hitler salue Kluge avant de monter dans l'avion, suivi de son chef d'état-major particulier Rudolf Schmundt et de son aide de camp, les bras chargés de cadeaux. L'opération semble se dérouler comme prévu, mais la bombe britannique n'explose pas pendant le vol, peut-être en raison de la température trop faible dans la soute. Schlabrendorff, envoyé d'urgence à Berlin par Tresckow, réussit finalement à récupérer les « bouteilles » piégées, sans que la tentative d'attentat soit éventée. Dans le train du retour, enfermé dans son compartiment, il démonte à grand-risque le détonateur pour comprendre pourquoi il ne s'est pas déclenché. Il constate que l'acide n'a pas complètement rongé le fil dont la rupture devait déclencher la bombe. Schlabrendorff ne fait dans ses mémoires aucune allusion au gel dû au froid de l'altitude. Il admet aussi que si l’attentat avait réussi, rien n'était prêt pour accomplir le coup d'État nécessaire au renversement du régime : les nazis auraient sans doute conservé le pouvoir, même sans Hitler.
Les mois qui suivent sont donc consacrés, toujours dans le secret absolu limité à un petit groupe d'opposants, à planifier un putsch militaire. Il faut pour cela rallier un nombre suffisant de commandants d'unités dans la région de Berlin pour écraser les puissantes unités SS qui protègent le régime. Il est aussi nécessaire d’agir en coordination avec les troupes du front de l’Est. Parmi les officiers ralliés, un général SS, Arthur Nebe, transmet à Schlabrendorff le contenu d'un discours secret prononcé par Himmler devant les officiers SS : le but profond de la guerre n'est pas tant de conquérir des territoires que d'anéantir le judéo-christianisme. 
Fabian von Schlabrendorff participe l'année suivante à la préparation de l'attentat du 20 juillet 1944, qui échoue. Arrêté, puis traduit devant le Volksgerichtshof (« le tribunal du peuple »), il voit son procès interrompu par un bombardement aérien en février 1945, au cours duquel meurt le président du tribunal, Roland Freisler. Schlabrendorff échappe ainsi à la peine capitale et est interné dans un camp de concentration : les troupes américaines le libèrent le 4 mai.
Schlabrendorff consacre l'année qui suit la fin de la Seconde Guerre mondiale à écrire l'historique de ces complots, publié en allemand dès 1946 à Zürich, dans le cadre de la dénazification. 
Il poursuit ensuite une carrière juridique et devient notamment juge à la Cour constitutionnelle de la République fédérale allemande (l’Allemagne de l'Ouest).